# Angelo Everardi
Angelo Everardi (connu aussi comme le Fiamminghino), né en 1647 à Brescia en Lombardie, et mort vers l'an 1678 dans cette même ville, est un peintre italien baroque actif à Brescia et ses environs au XVIIe siècle.

## Biographie
Angelo Everardi est né à Brescia en tant que fils d'un Giovanni nommé le Maestro di ruote di archibugio (« maître des roues de tromblon ») originaire de Sittard en Flandre (maintenant aux Pays Bas) et de Vittoria, sa deuxième femme. Cette origine flamande explique son appellation 'le Fiammenghino'. Il étudie auprès du peintre flamand Jan de Herdt et Francesco Monti (le Brescianino).  Il étudie ensuite à Rome, notamment les batailles de Jacques Courtois. Après deux ans, il  retourne à Brescia, devant subvenir aux besoins de sa famille.
Il a principalement travaillé comme peintre de batailles.
Parmi ses élèves on note Pompeo Ghitti et Faustino Bocchi.